# Palacio de Elsedo

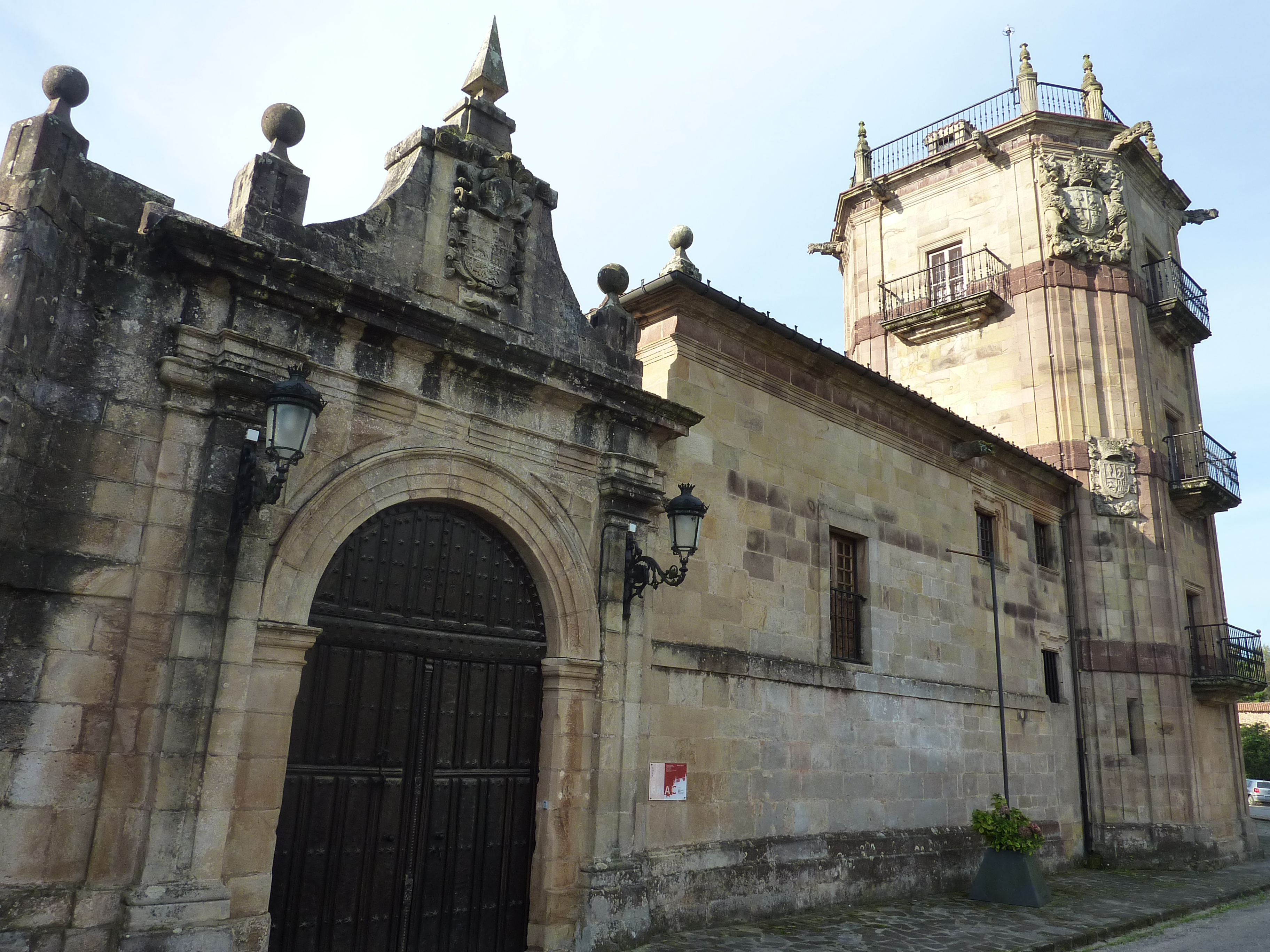
Palacio de Elsedo.

El Palacio de Elsedo, también conocido como Palacio de los Condes de Torrehermosa, es un palacio rural español del siglo XVIII que se encuentra en la localidad de Pámanes del municipio de Liérganes, en Cantabria (España).

## Historia
Fue construido por Francisco Agüero entre 1710 y 1715 a instancias de Francisco de Hermoza y Revilla, primer conde de Torre-Hermoza, caballero de Calatrava y alto dignatario de Felipe V, quien mandó elevar la capilla y reedificar la antigua casona solariega, la cual contaba con una torre a la que se añadió otra, así como una serie de dependencias que tendrían la finalidad de vivienda. Posteriormente perteneció a su familia aunque nunca vivieron en el palacio de Elsedo.
A los señores de la casa sucedieron en la posesión del palacio, distintas familias, entre ellas, los Herrero, los austríacos Krassnning y por último José Luis Santos Díez y su hermano Jesús, mecenas de las artes, que convirtieron su parte más noble en museo de arte contemporáneo de pintura y escultura del siglo XX.
El palacio destaca por su fachada, su portalada y sus dos torres, contando, además, con un cuerpo de habitación, una capilla, y las caballerizas. Declarado Bien de Interés Cultural con la categoría de Monumento en 1983.

## La colección
Considerado una de las mejores colecciones privadas del arte español del siglo XX.
En sus diversas salas se pueden encontrar obras de entre otros de los pintores Darío de Regoyos; Agustín Riancho; J. Solana; D. Vázquez Díaz; I. Nonell; R. Casas; Ignacio Zuloaga; R. Baroja; Francisco Iturrino; Joaquín Sorolla; M. Salces; J. Mir; Pablo Picasso; Joan Miró; María Blanchard; Oscar Domínguez; Francisco Bores; Francisco Cossío; Valentín y Ramón de Zubiaurre; Antoni Tapies; Fernando y Ramón Calderón; M. Raba; Manolo Millares, Lucio Muñoz; F. Farreras; Fernando Zóbel; Rafael Canogar; Gerardo Rueda; Gustavo Torner; Modest Cuixart; Pablo Palazuelo; A. Quirós; J. Peinado; E. Granell; A. Saura; E. Gran; O. Sharoff; J. de Echavarría, E. Chicharro, A. de Celis; Nicanor Piñole; M. Gal; Álvaro Delgado; Darío Villalba; A. Redondela; Juan Barjola; C. de Vera; C. Toral; J. de Pablo; M. Hernández Mompó; Benjamín Palencia; M. Saéz; Cirilo Martínez Novillo; G. Prieto; R. Zabaleta; M. Rivera.
Y de los escultores entre otros, Jorge Oteiza; Amador Rodríguez Menéndez; N. Bayarri; Miguel Ortiz Berrocal; E. Sanz; F. Toledo; A. Teno; J. Iranzo; M. Spinola; E. Alfageme; A. Blasco; X. Corberó; A. Sánchez; A. Martínez Santonja; E. Salamanca; A. Fenosa; Martín Chirino; J. Haro; Manolo Hugué; Pablo Serrano; Josep Maria Subirachs Feliciano Hernández.